# 索伊伯斯多夫
索伊伯斯多夫是德国巴伐利亚州的一个市镇。总面积68.29平方公里，总人口4998人，其中男性2475人，女性2523人（2011年12月31日），人口密度73人/平方公里。